# Eriocaulon mbalensis
Eriocaulon mbalensis är en gräsväxtart som beskrevs av Sylvia Mabel Phillips. Eriocaulon mbalensis ingår i släktet Eriocaulon och familjen Eriocaulaceae.
Artens utbredningsområde är Zambia. Inga underarter finns listade i Catalogue of Life.